# Колпакова, Эльвира
Эльвира Колпакова (род. 30 декабря 1972, Березники, Пермская область) — российская легкоатлетка (марафон, сверхмарафон).

## Карьера
Тренировалась в городе Березники (Пермский край).
Победительница Сибирского международного марафона 1997 года, в 1998 году была третьей, а в 1999 — второй.
В 1999 году победила на чемпионате России в беге на 100 км. На этой же дистанции она выиграла два чемпионата Европы в 1999 и 2002 годах.
В 2000 году побеждает на Филадельфийском марафоне.
В том же 2000 году на чемпионате мира по бегу на 100 км становится второй, а в 2001 году — первой.
В 2001 году побеждает на сверхмарафоне «The Comrades».
Победительница Балтиморского марафона (2001, 2002, 2003). Победительница Детройтского марафона свободной прессы 2003 года.
В 2006 году завершила активную карьеру.

## Образование
Окончила Российский государственный профессионально-педагогический университет.